# فضاپیمای گالیله

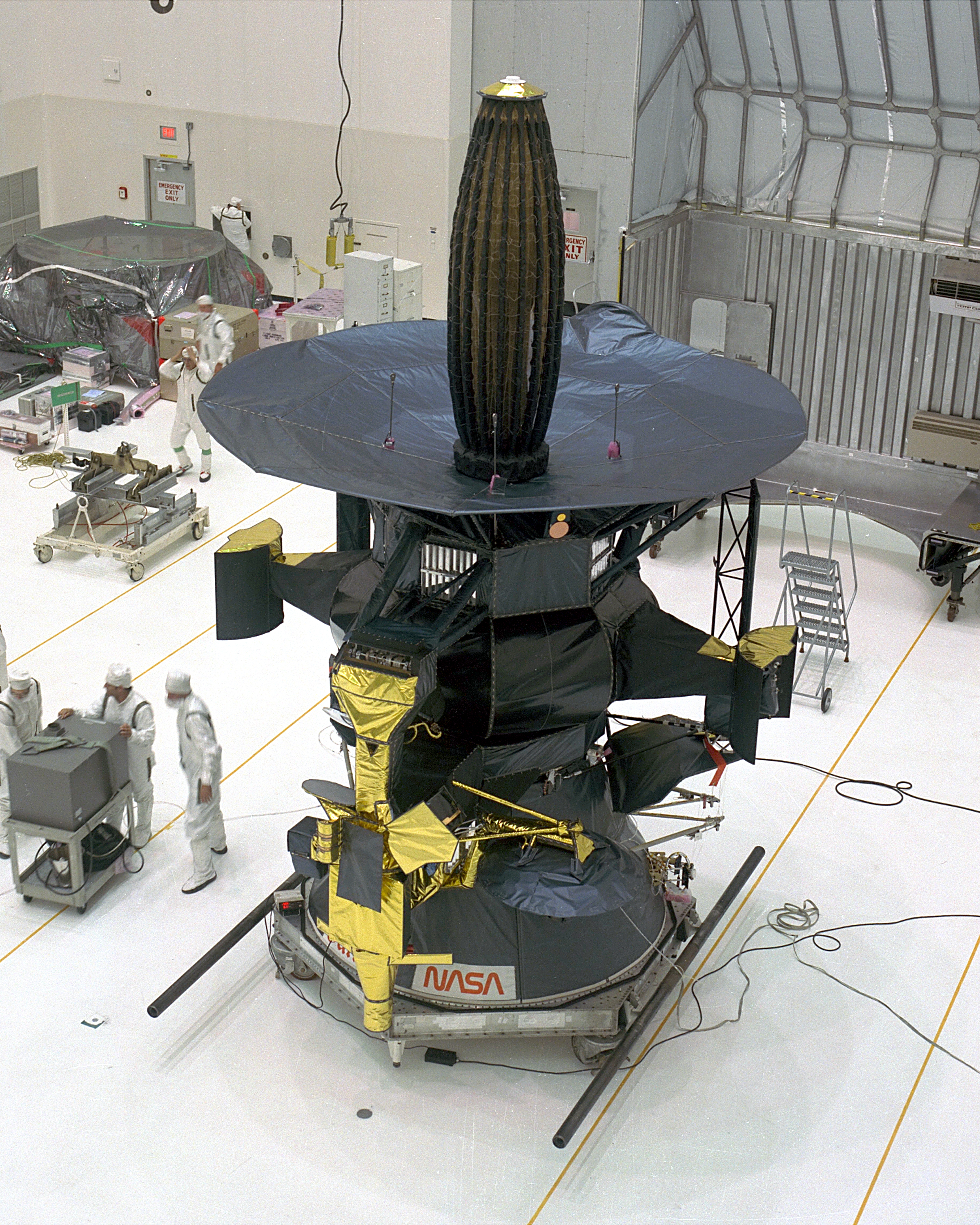
گالیله در حال آماده‌سازی برای پرتاب

گالیله فضاپیمایی بدون سرنشین است که در ۱۸ اکتبر سال ۱۹۸۹ با هدف مطالعهٔ مشتری و قمرهایش به فضا پرتاب شد. فضاپیمای گالیله در ۷ دسامبر ۱۹۹۵ به خانوادهٔ مشتری رسید و دقیق‌ترین عکس‌های آن زمان را برای دانشمندان فرستاد.
در دسامبر سال ۱۹۹۵ میلادی فضاپیمای گالیله ناسا کاوشگری را به درون جو مشتری انداخت که برای اولین بار نمونه‌هایی را از جو مشتری آزمایش کرد. این کاوشگر پس از حدود یک ساعت سقوط و کاوش در جو مشتری بر اثر فشار لایه‌های جوی منهدم شد. پس از پرتاب کاوشگر، فضاپیمای گالیله چندین سال به بررسی و مطالعهٔ مشتری و قمرهای آن پرداخت. زمانی که گالیله ۲۹امین دور گردش خود را به دور مشتری آغاز کرده بود، فضاپیمای کاسینی-هویگنس به نزدیکی مشتری رسیده بود تا از گرانش آن برای رسیدن به زحل کمک بگیرد. هر دو فضاپیما داده‌های هم‌زمانی از مغناطیس کره، باد خورشیدی، حلقه‌ها و شفق‌های مشتری گرفتند.

## اهداف
بخشی از مأموریت گالیله در مشتری، رها کردن یک کاوشگر در این سیاره بود. این کاوشگر برای نخستین بار موفق شد تا اندازه‌گیری‌های دقیقی از جو مشتری انجام بدهد. گالیله ۳۴ بار دور بزرگ‌ترین سیارهٔ منظومهٔ خورشیدی، مشتری، چرخید و اکتشافات بزرگی انجام داد. عکس‌های گالیله از اقمار مشتری مشخص کرد که زیر سطح یخ‌زدهٔ «اروپا» می‌تواند اقیانوسی وجود داشته باشد و «آیو» نزدیک‌ترین قمر مشتری، کاملاً فعال و آتشفشانی است.

## پایان مأموریت

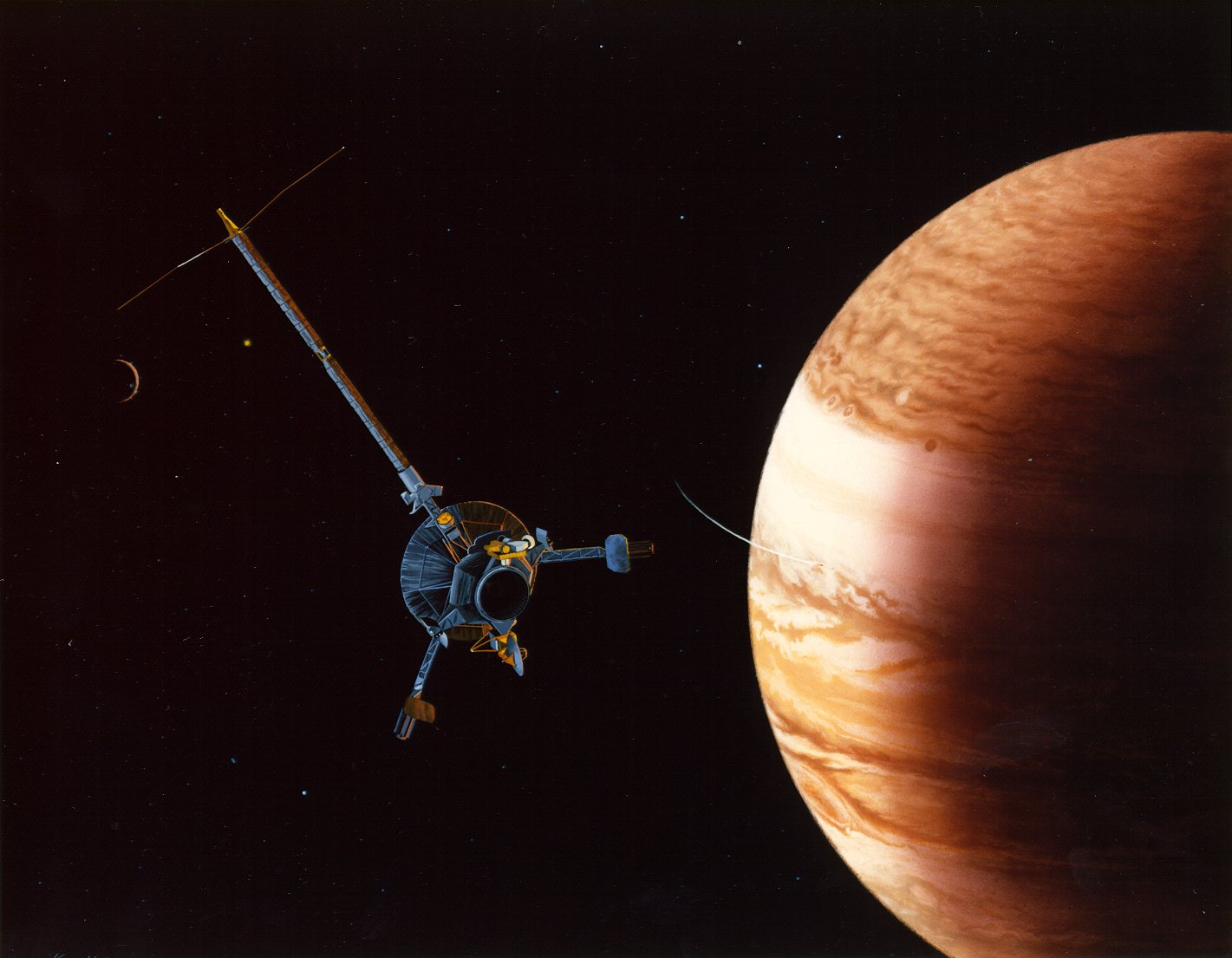
گالیله در اطراف مشتری

پس از گذشت حدود ۱۴ سال از پرتاب گالیله، سوخت پیشران فضاپیما در حال تمام شدن بود و امکان ادامهٔ کار گالیله وجود نداشت. به‌خاطر نبود سوخت، فضاپیما دیگر قادر نبود مسیر خودش را حفظ کند و نیز نمی‌توانست آنتن فرستندهٔ اطلاعاتش را به سمت زمین تنظیم کند. در نتیجه مرکز کنترل گالیله تصمیم می‌گیرند آخرین کار ممکن را انجام دهند و مأموریتی را که خیلی پیش از این کامل شده بود، خاتمه دهند. آخرین مرحلهٔ این مأموریت نابودی گالیله بود. گالیله در روز ۲۱ سپتامبر ۲۰۰۳ به اعماق اتمسفر مشتری شیرجه زد.
با تحلیل رفتن قدرت مانور گالیله، این احتمال وجود داشت که فضاپیما تحت تأثیر جاذبهٔ قمرهای مشتری، به خصوص اروپا، به سوی آن کشیده شده و با آن برخورد کند.
دانشمندان بیم آن داشتند که در صورت بروز چنین برخوردی، سطح اروپا با موجودات میکروسکوپی که احتمالاً در فضاپیما وجود داشت آلوده شود و بر تحقیقات بعدی در مورد وجود حیات در این قمر مشتری اثر گذارد.
به منظور منهدم کردن گالیله، این سفینه به سوی کرهٔ مشتری هدایت شد و با برخورد با جو این سیاره آتش گرفت.
به گفتهٔ ناسا، گالیله تا آخرین لحظات پیش از انهدام آن به ارسال تصویر به زمین ادامه داد.
دوان بیناشالدر، مدیر برنامهٔ گالیله، گفت که در این مرحله گالیله اطلاعات سودمندی را دربارهٔ جو مشتری و حوزهٔ مغناطیسی آن ارسال کرد.
فضاپیمای گالیله موفق به نفوذ در لایهٔ خارجی گازی مشتری تا فشار ۲۲ برابر فشار زمین شد.
فضاپیمای گالیله که تا به امروز سخت‌ترین تلاش برای ورود به جو سیاره‌ای را انجام داده است، دمایی دو برابر دمای سطح خورشید و نیرویی به اندازه ۲۳۰g یعنی ۲۳۰ برابر شتاب گرانشی در سطح زمین را هنگام نفوذ در مشتری تجربه کرد.

## کاوش‌های بعدی
دانشمندان امیدوارند ناسا در برنامه‌های بعدی خود کاوشگری را راهی اروپا (قمر مشتری) کند، زیرا این قمر یکی از بهترین گزینه‌ها برای جست‌وجو حیات در منظومهٔ خورشیدی است. آیو، اروپا، گانیمد و کالیستو چهار قمر مشتری‌اند که گالیله آن‌ها را کشف کرد و شباهت زیادی به ماه دارند. در مورد این قمرها هنوز ناشناخته‌هایی وجود دارد؛ مانند کوه‌ها و گدازه‌های آتشفشانی. قمر یو یا میدان مغناطیسی که در هستهٔ آهنی گانیمد وجود دارد و دانشمندان امیدوارند از طریق شناخت آن، به راز میدان مغناطیسی منظومهٔ خورشیدی پی ببرند. اما در این میان قمر اروپا بهترین شانس ما برای شناخت منشأ حیات است؛ زیرا این قمر افزون‌بر آب مایع، دارای منابع انرژی زیادی است که می‌تواند کربن و دیگر عناصری را که محصول فعالیت موجودات زنده هستند، به وجود آورد. پروفسور رونالد گریلی و دیگر محققان دانشگاه آریزونا می‌گویند که ناسا در مأموریت بعدی خود به سیارات خارجی منظومهٔ خورشیدی باید کاوشگری را به سوی قمر معروف مشتری اروپا بفرستد. تمام شرایط برای وجود و شکل‌گیری حیات در اروپا وجود دارد از جمله منبع انرژی، ارگانیسم‌های شیمیایی و از همه مهم‌تر آب مایع.
هنگامی که فضاپیمای گالیله ناسا از کنار این قمر عبور کرد، معلوم شد که سطح این قمر با لایهٔ نازکی از یخ پوشیده شده است. هم‌اکنون دانشمندان فکر می‌کنند که در زیر این لایهٔ نازک یخی اقیانوسی از آب مایع وجود داشته باشد و وجود این آب مایع احتمال وجود حیات در این سیاره را افزایش می‌دهد.
اروپا به دور مشتری در گردش است و نیروی گرانش مشتری باعث ایجاد جزر و مد در این قمر می‌شود. اقیانوسی که در زیر لایه یخی قرار دارد هر روز بالا و پایین می‌رود و اگر فضاپیمایی به ارتفاع سنج دقیق مجهز باشد می‌تواند این تغییرات را اندازه‌گیری کند. این کار به دانشمندان امکان می‌دهد تا قطر لایهٔ یخی سطح این قمر را اندازه بگیرند و متناسب با آن کاوشگری بسازند تا بتواند با سوراخ کردن این لایه، در آب‌های سرد این قمر به جستجوی حیات بپردازد.
پروفسور ویلیام مک کینون از دانشگاه واشینگتن می‌گوید: چون آنتن اصلی فضاپیمای گالیله گشوده نشد، ما قادر به گرفتن تصاویر زیادی از آب‌فشان‌های فعال نبودیم. سطح این قمر جوان است و ناحیه‌هایی دارد که همه علاقه‌مند به دانستن ترکیب آن هستند. تمامی شواهد نشان می‌دهند که در فاصله؟ تا؟ کیلومتری زیر سطح بدون هوای اروپا یک اقیانوس وجود دارد. از دید یک شخص عادی این فاصله زیاد است ولی از نظر زمین‌شناسی فاصله‌ای به‌شمار نمی‌آید.
دانشمندان می‌گویند به دلیل وجود مواد رنگی بر روی سطح که در تصاویر فضاپیمای گالیله نشان داده شده‌اند؛ اقیانوس اروپا نیاز به بررسی دارد. تصاویر با کیفیت بالا و همچنین رادارهای نفوذکننده در یخ، مانند آن‌هایی که در نقشه‌برداری‌ها از مریخ به کار برده می‌شوند، به شناسایی این اقیانوس و همچنین مواد سطح که حاصل فعالیت موجودات زنده است، کمک می‌کنند. طراحی مأموریتی به اروپا قابل انجام است و حدوداً به؟ سال زمان نیاز دارد که؟ سال آن صرف ساختن ماهواره می‌شود و هزینهٔ آن حدود؟ میلیارد دلار برآورد شده است.